# Thecla augustula
Thecla augustula är en fjärilsart som beskrevs av Kirby 1877. Thecla augustula ingår i släktet Thecla och familjen juvelvingar. Inga underarter finns listade i Catalogue of Life.